# Promenade verte (Bruxelles)
La Promenade verte est une promenade pour piétons et cyclistes longue de plus de 60 km faisant le tour de la Région bruxelloise.

## Descriptif
Cette promenade est divisée en 7 tronçons passant par les parcs constituant le maillage vert autour de la région.

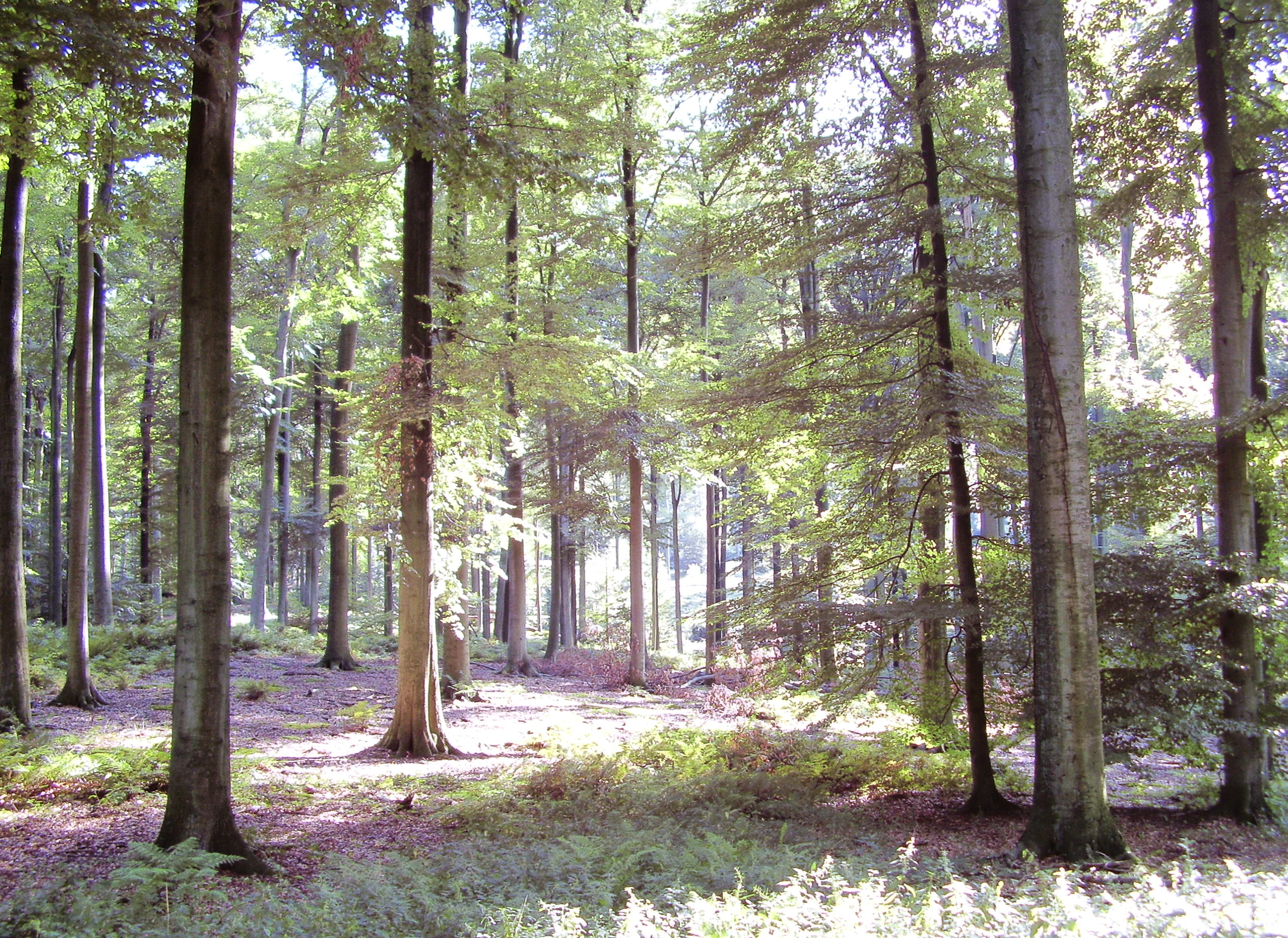
Forêt de Soignes

- Le sud d'Uccle et la forêt de Soignes (8,15 km) :
  - Réserve naturelle du Kinsendael (chaussée de Saint-Job - Uccle)
  - Bois du Buysdelle
  - Bois de Verrewinkel
  - Forêt de Soignes
  - Parc Tournay-Solvay (chemin des Silex - Watermael-Boitsfort)

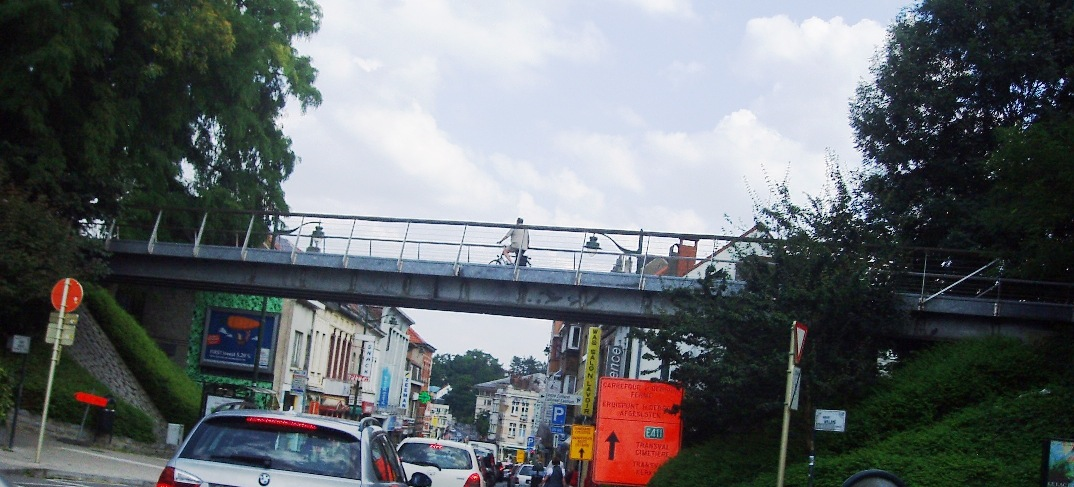
Pont de la promenade verte au-dessus de la chaussée de Wavre

- La vallée de la Woluwe (9,00 km) :
  - Parc Tournay-Solvay (chemin des Silex - Watermael-Boitsfort)
  - Étangs de Boitsfort
  - Forêt de Soignes
  - Parc Ten Reuken
  - Parc Seny
  - Parc du Bergoje
  - Promenade du Chemin de Fer (parc de Woluwe, parc des Sources)
  - Parc Malou
  - Le Slot
  - Hof ter Musschen (boulevard de la Woluwe)

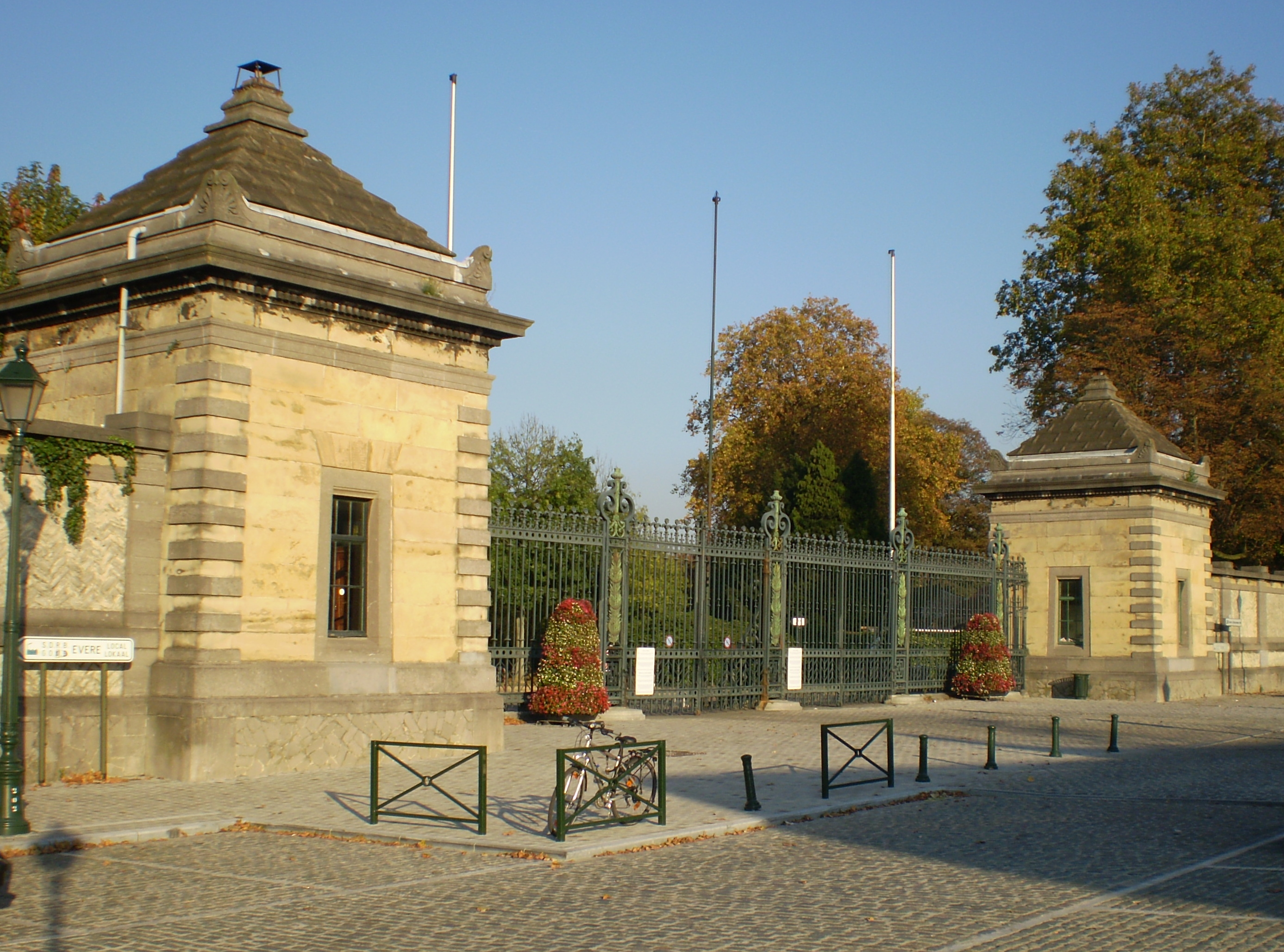
Cimetière de Bruxelles

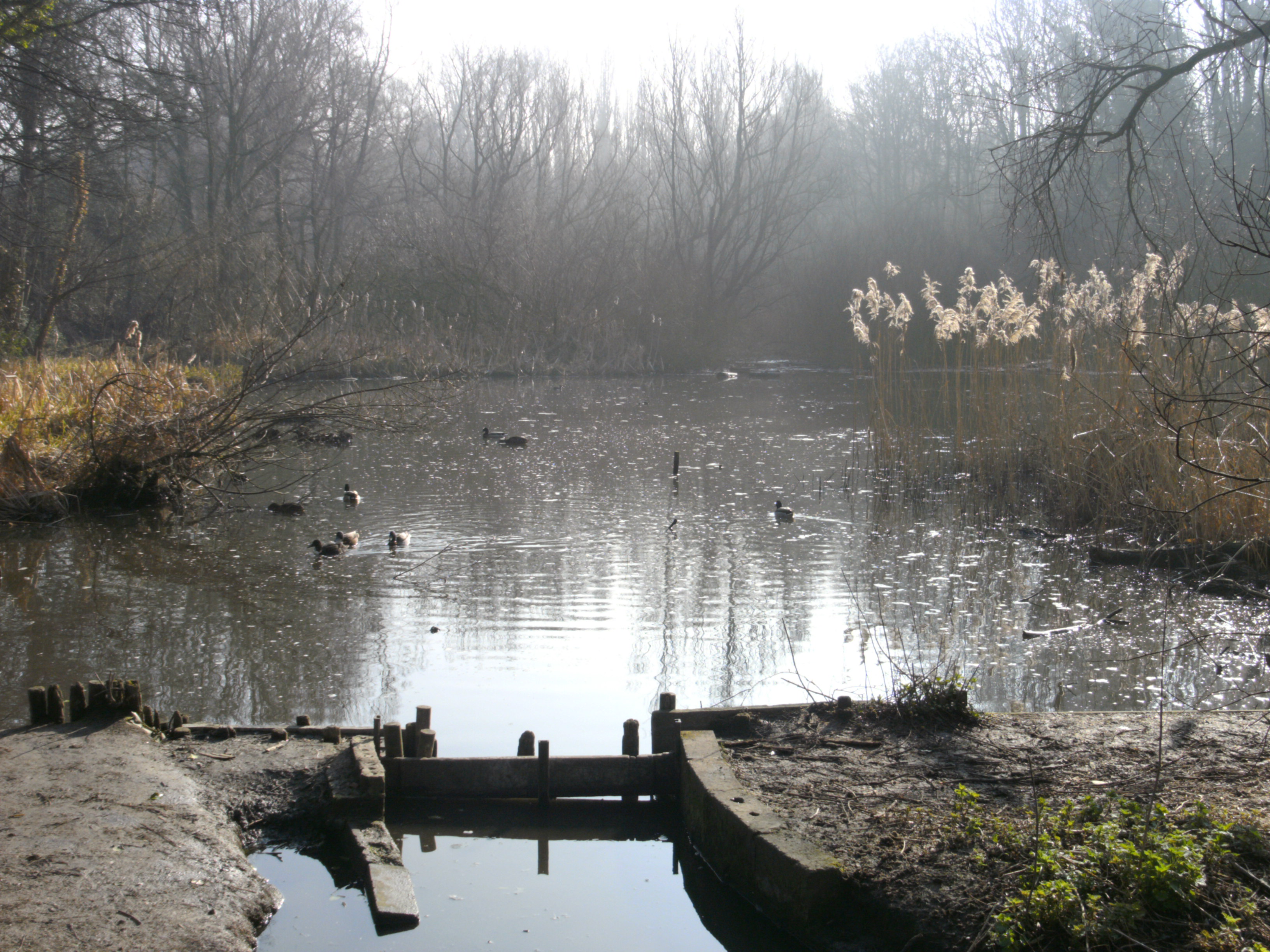
Réserve du Moeraske

- Entre Woluwe et Senne, plateau de Loo (6,50 km) :
  - Hof ter Musschen (boulevard de la Woluwe)
  - Val d'Or
  - Parc de Roodebeek
  - Église Saint-Joseph
  - Cimetière de Bruxelles
  - Parc d'Evere
  - Plaine de jeux Hoedemaekers
  - Parc du Doolegt (rue de la Marne)
  - Parc du Bon Pasteur
  - Réserve naturelle du Moeraske
  - Parc Walckiers
  - Gare de Schaerbeek
  - Pont Van Praet

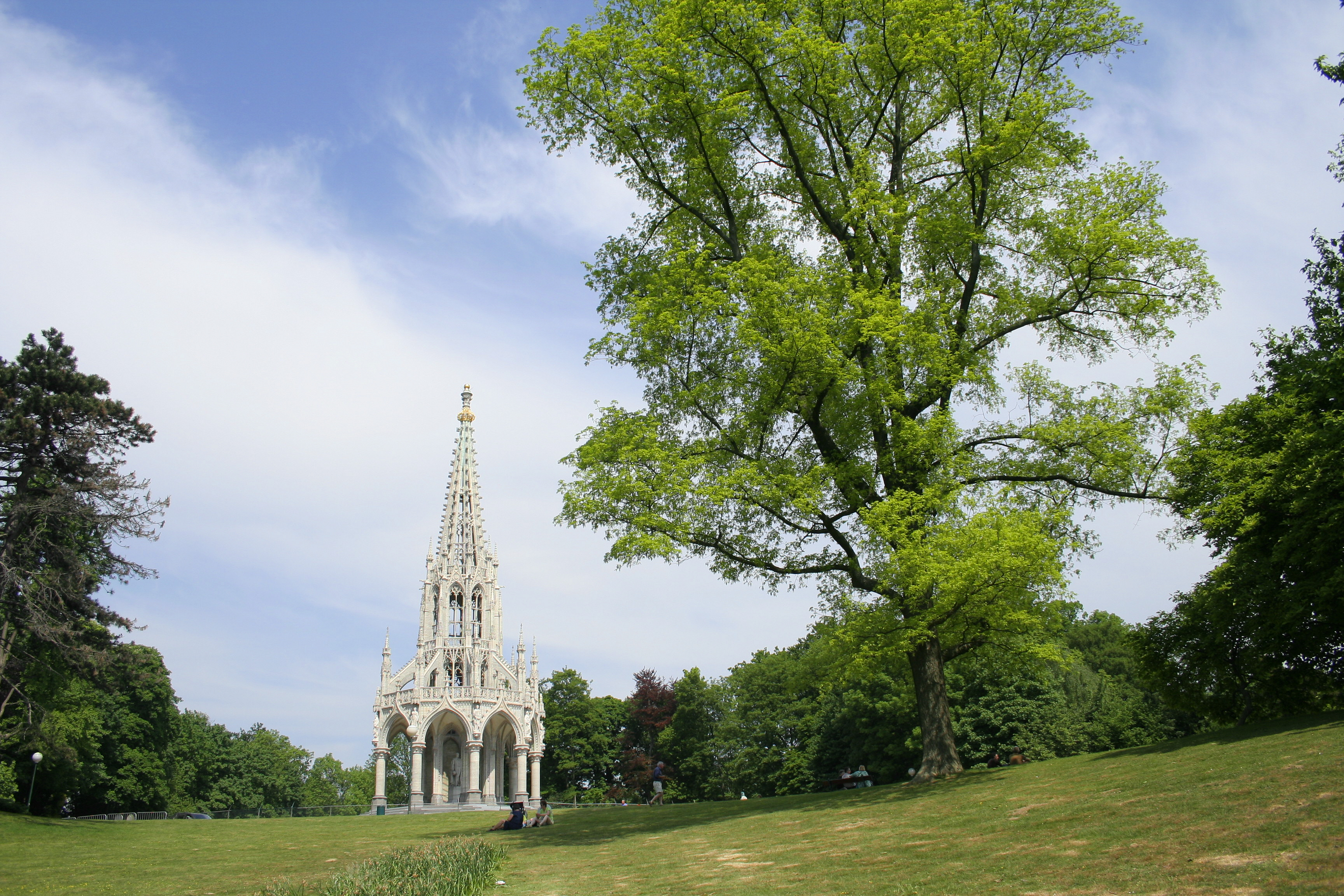
Parc de Laeken

- Le plateau du Heysel, les parcs royaux (6,30 km) :
  - Pont Van Praet
  - Avenue des Pagodes
  - Parc de Laeken
  - Place Saint-Lambert

- Vallée du Molenbeek (6,7 km) :
  - Place Saint-Lambert
  - Jardin Colonial
  - Parc Sobieski
  - Square Prince Léopold
  - Parc de la Jeunesse
  - Parc Roi Baudouin
  - Marais de Jette
  - Marais de Ganshoren
  - Peupleraie Nestor Martin
  - Zavelenberg
  - Kattebroek
  - Bois du Wilder
  - Cimetière de Berchem

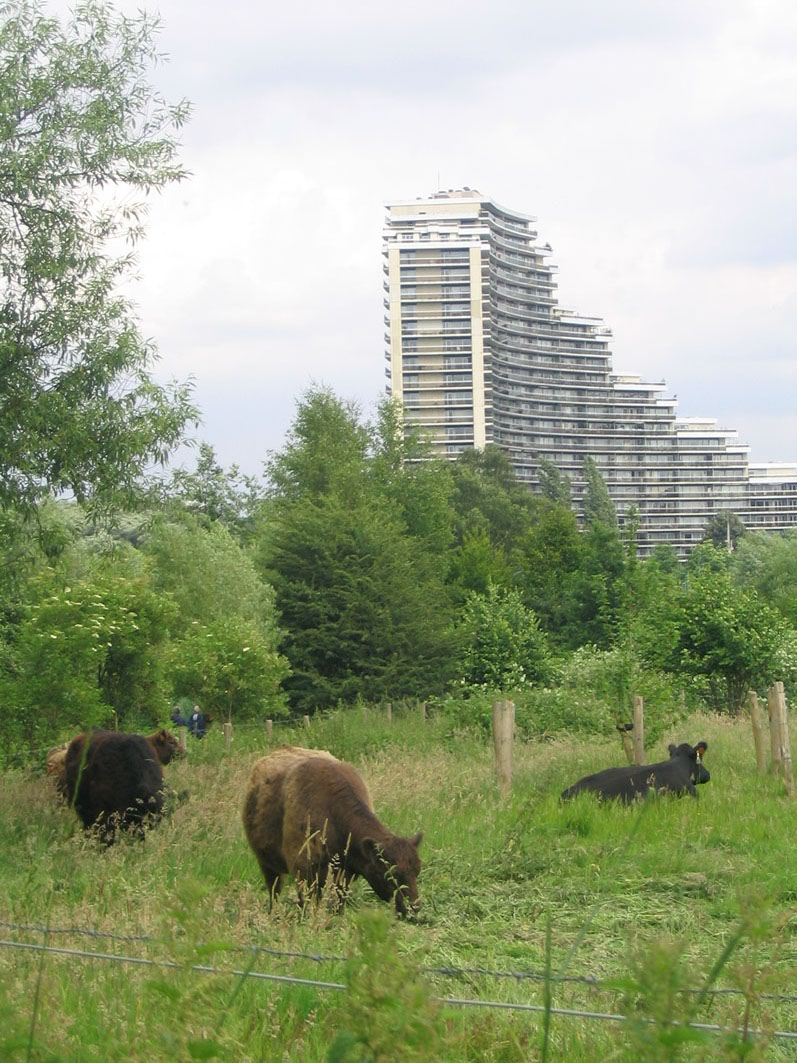
Parc du Scheutbos

  - Rue Kasterlinden (Berchem-Sainte-Agathe)

- Pajottenland (6,80 km) :
  - Rue Kasterlinden (Berchem-Sainte-Agathe)
  - Parc du Scheutbos
  - Plaine de la Fécondite
  - Neerpede
  - Parc de la Pède
  - Route de Lennik

- Entre Vogelzangbeek et Geleytsbeek (10,30 km) :
  - Route de Lennik
  - Cimetière d'Anderlecht
  - Vogelzang
  - Canal de Charleroi
  - Parc du Bempt
  - Keyenbempt
  - Réserve naturelle du Kinsendael (chaussée de Saint-Job - Uccle)